# Eli'av
Eli'av (hebrejsky אֱלִיאָב, v přepisu do angličtiny Eliav, dříve též Charuv, hebrejsky חָרוּב nebo Kerem Ami, hebrejsky כֶּרֶם עַמִּי, doslova „Vinice mého národa“) je nově zřízená obec typu společná osada (jišuv kehilati) v Izraeli, v Jižním distriktu, v Oblastní radě Lachiš.

## Geografie
Leží v nadmořské výšce 363 metrů v zalesněné krajině na pomezí pahorkatiny Šefela a Judských hor. Severně od obce protéká vodní tok Nachal Lachiš.
Nachází se 39 kilometrů od břehu Středozemního moře, cca 62 kilometrů jihojihovýchodně od centra Tel Avivu, cca 40 kilometrů jihozápadně od historického jádra Jeruzalému a 17 kilometrů jihovýchodně od města Kirjat Gat. Vesnice má ležet 1 kilometr od Zelené linii, která odděluje Izrael v jeho mezinárodně uznávaných hranicích od Západního břehu Jordánu s převážně arabskou (palestinskou populací). Počátkem 21. století byly ale tyto arabské oblasti fyzicky odděleny pomocí bezpečnostní bariéry.

## Dějiny
Eli'av je vesnice, pro jejíž výstavbu se sdružila skupina soukromých zájemců. K utvoření této skupiny došlo již koncem roku 2002. Koncem roku 2004 se tito zájemci provizorně usídlili v mošavu Šekef necelé 2 kilometry od plánované lokality jejich nové vesnice. V červenci 2009 začaly na dosud nevyužitém návrší, které bylo vybráno pro zřízení nové osady, první stavební práce infrastrukturního charakteru. V květnu 2010 se pak konalo slavnostní položení základního kamene obce. Ceremoniálu se zúčastnil izraelský prezident Šimon Peres a ministr bydlení a výstavby Ariel Atias. V roce 2011 se očekávalo zahájení výstavby obytných domů. V první fázi jich tu mělo vyrůst 73, výhledová kapacita vesnice měla dosáhnout 230 rodin. V oficiálních výkazech je uváděn jako rok faktického založení Eli'avu 2013.
Vesnice vznikla s přispěním programu Blueprint Negev financovaného Židovským národním fondem, zaměřeného na posílení demografické a ekonomické základny Negevu.
Původně byla osada plánována pod názvem Charuv (podle stromu rohovníku, hebrejsky „Charuv“). Kvůli možné záměně s vesnicí Kfar Charuv na Golanských výšinách bylo po několika letech jméno změněno na Kerem Ami. 22. června 2011 pak vládní výbor pro pojmenování souhlasil definitivně nazvat osadu na přání jejích budoucích obyvatel Eli'av, jako připomínku politika Arje Eli'ava (1921–2010), který se v 50. letech 20. století podílel na budování sítě nových zemědělských sídel v nedalekém regionu Chevel Lachiš a který zemřel ve stejné době, kdy byl slavnostně pokládán základní kámen k výstavbě této vesnice.

## Demografie
Dle stavu ze srpna 2010 sestávala komunita uchazečů o usídlení v budoucí osadě ze 65 rodin, z nichž 39 už pobývalo v provizorních příbytcích v mošavu Šekef. Ostatní rodiny se hodlají přistěhovat až po dobudování trvalých obytných budov.
Internetové stránky obce zde k roku 2015 zmiňují 73 rodin, z nichž 40 žilo v provizorních objektech. Celková plánovaná kapacita vesnice je 224 rodin. Obyvatelstvo je složeno ze sekulárních i nábožensky založených Židů. Podle údajů z roku 2014 tvořili naprostou většinu obyvatel v Eli'av Židé (včetně statistické kategorie "ostatní", která zahrnuje nearabské obyvatele židovského původu ale bez formální příslušnosti k židovskému náboženství).
Jde o menší obec vesnického typu. K 31. prosinci 2014 zde žilo 202 lidí. Během roku 2014 stoupla populace o 35,6 %.
| Rok            | 2013 | 2014 |
| -------------- | ---- | ---- |
| Počet obyvatel | 149  | 202  |